# Улица Авиаконструктора Петлякова
Улица Авиаконструктора Петлякова — улица в поселении Внуковское (Москва, Новомосковский административный округ). Находится в микрорайоне Солнцево-парк. Имеет пересечения с улицей Летчика Грицевца.

## Происхождение названия
Улице присвоено название 28 ноября 2012 года в честь Владимира Михайловича Петлякова (1891—1942) — советского авиаконструктора, лауреата Сталинской премии первой степени (1941).

## Транспорт

### Автобус
По улице общественный транспорт не проходит. Ближайшие остановки автобусов 128, 166, 374, 579, 870, 892 расположены на улице Лётчика Грицевца и улице Лётчика Ульянина.

### Метро
В 150 м от улицы располагается станция метро «Пыхтино». Метро находится на пересечении Боровского шоссе и улицы Лётчика Грицевца.

## Примечательные здания и сооружения
По четной стороне улицы расположились парки культуры и отдыха, у дома №13  Парк Пыхтино и у дома №25  Парк Боровский

#### Жилой дом (№ 13 корп.1)
В доме жил и работал Николай Павлович Воронов (1926—2014) — русский писатель, главный редактор журнала «Вестник Российской литературы».

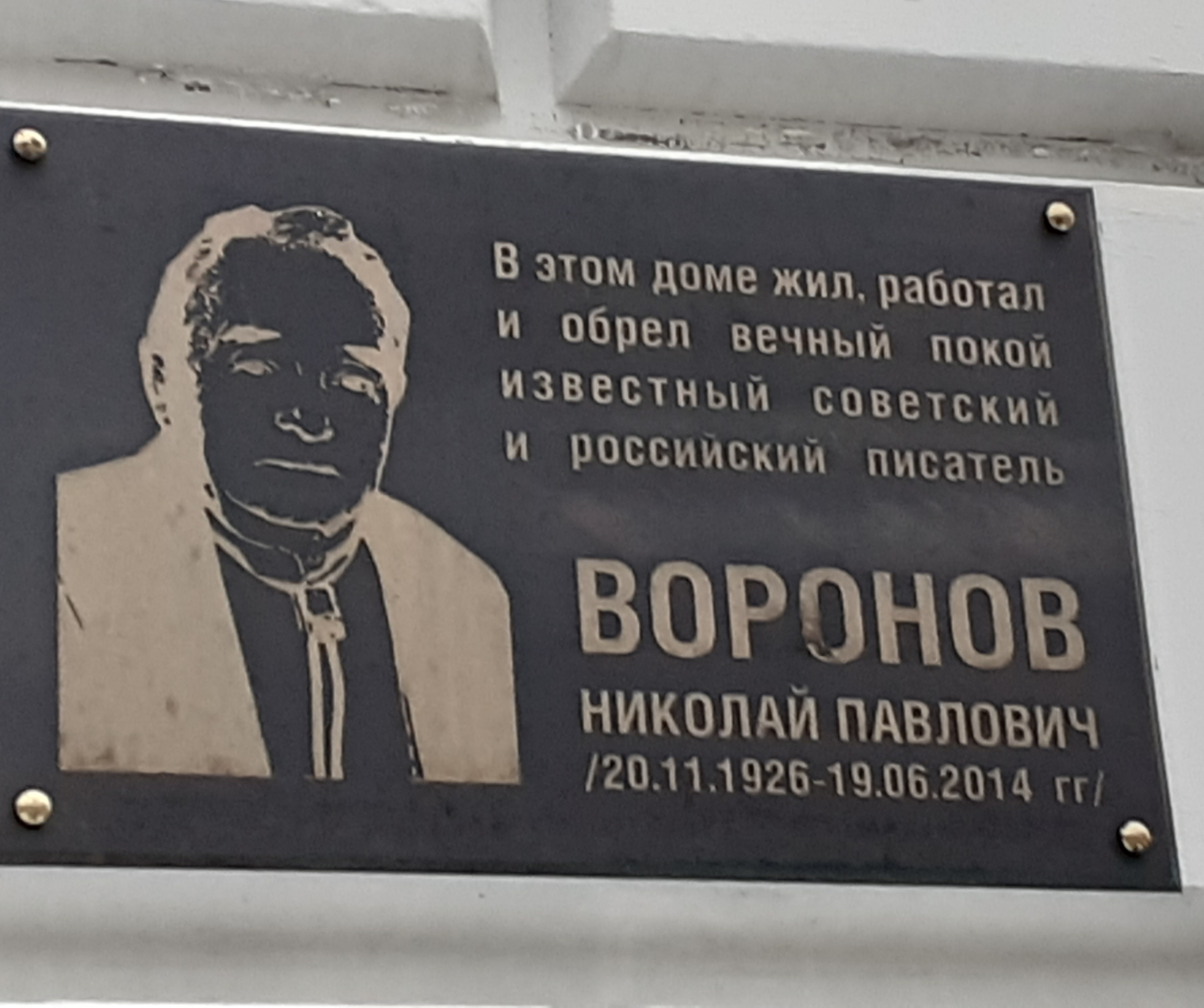
Мемориальная доска писателю Воронову Н. П.

## Памятники и мемориальные доски

### Мемориальные доски и памятные знаки
- На доме № 13 корп.1 установлена мемориальная доска Николаю Павловичу Воронову.